# Echinopsis rhodotricha
Echinopsis rhodotricha là một loài thực vật có hoa trong họ Cactaceae. Loài này được K.Schum. mô tả khoa học đầu tiên năm 1900.

## Hình ảnh

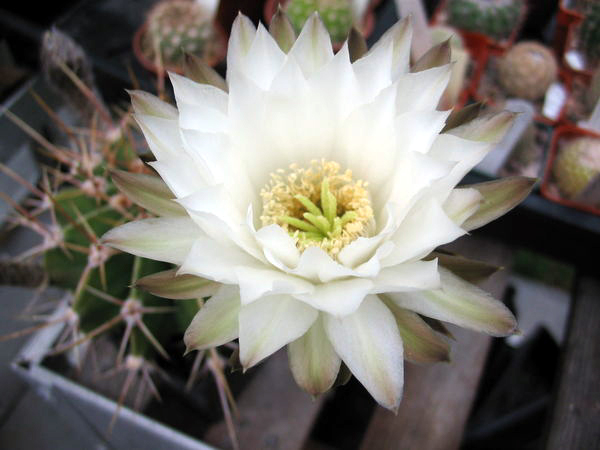
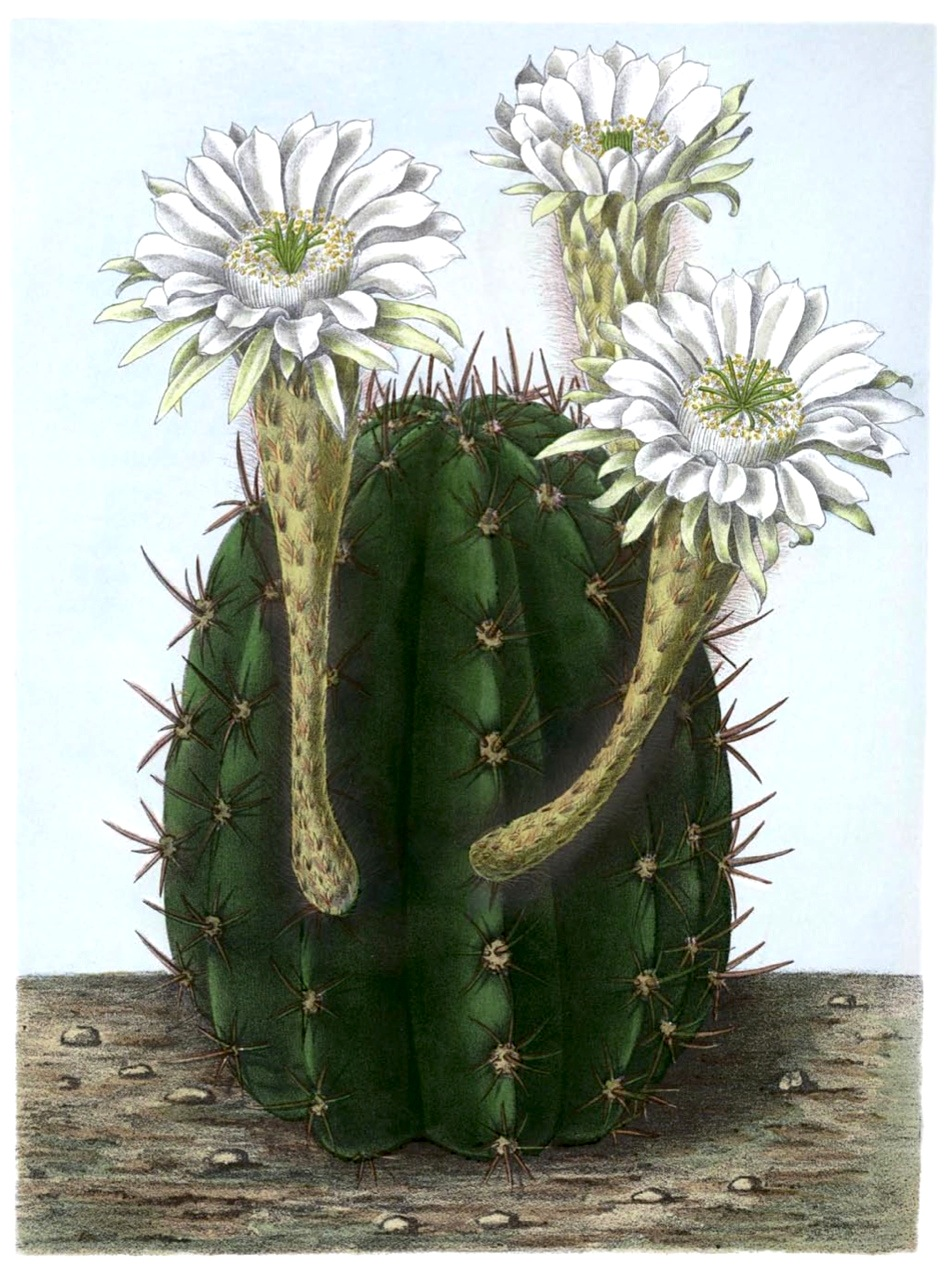